# Henning Fritz
Henning Fritz (21 de septiembre de 1974, Magdeburg, Alemania) es un portero de balonmano que se retiró en 2012, y su última temporada fue en el Rhein-Neckar Löwen de la Handball Bundesliga. Fue el primer portero de la historia en ser elegido IHF Jugador del Año. Fue 235 veces internacional con la Selección de balonmano de Alemania, debutando con la misma el 4 de noviembre de 1994 contra Hungría.

## Equipos
- SC Magdeburg (1988-2001)
- THW Kiel (2001-2007)
- Rhein-Neckar Löwen (2007-2012)

## Palmarés

### SC Magdeburg
- Copa EHF (1999)
- Bundesliga (2001)
- Copa de Alemania (1996)
- Supercopa de Alemania (1996)

### THW Kiel
- Liga de Campeones de la EHF (2007)
- Copa EHF (2001, 2002 y 2004)
- Bundesliga (2002, 2005, 2006 y 2007)
- Copa de Alemania (2007)
- Supercopa de Alemania (2005)

### Selección nacional

#### Campeonato del Mundo
- Medalla de plata en el Campeonato del Mundo de 2003
- Medalla de oro en el Campeonato del Mundo de 2007

#### Campeonato de Europa
- Medalla de bronce en el Campeonato de Europa de 1998
- Medalla de plata en el Campeonato de Europa de 2002
- Medalla de oro en el Campeonato de Europa de 2004

#### Juegos Olímpicos
- Medalla de plata en los Juegos Olímpicos de 2004

### Consideraciones personales
- IHF Jugador del Año (2004)
- Mejor jugador de la Bundesliga (2004)
- Mejor portero de los Juegos Olímpicos (2004)
- Mejor portero del mundial (2003)
- Mejor portero del europeo (2004)
- Mejor portero del mundial (2007)

- Datos: Q584805
- Multimedia: Henning Fritz / Q584805